# 1066
Năm 1066 trong lịch Julius.

## Sự kiện
- William Chinh phạt thắng trận Hastings

## Mất
- Harold Godwinson